# سکس (فیلم)
سکس (انگلیسی: Sex) یک فیلم صامت در سبک درام به کارگردانی فرد نیبلو است که در سال ۱۹۲۰ منتشر شد.

## بازیگران
- لوئیز گلام
- اروینگ کامینگز
- وایولا بری
- میرتل استدمان
- ویلیام کونکلین